# Marcel Maltritz
Marcel Maltritz (Maagdenburg, 2 oktober 1978) is een Duitse voetballer (verdediger) die sinds 2004 voor de Duitse eersteklasser VfL Bochum uitkomt. Voordien speelde hij voor VfL Wolfsburg en Hamburger SV, met wie hij in 2003 de Ligapokal won.

## Interlandcarrière
Maltritz speelde tien wedstrijden voor de U-21 van Duitsland.

## Erelijst
VfL Bochum
- 2. Bundesliga

2006